# Patrick Lewis
Patrick Lewis Jr. (* 30. Januar 1991) ist ein US-amerikanischer American-Football-Spieler. Er spielte zuletzt in der National Football League (NFL) auf der Position des Centers für die Buffalo Bills.

## NFL

### Green Bay Packers
Nachdem er im NFL Draft 2013 nicht ausgewählt wurde, verpflichteten die Green Bay Packers Lewis als Free Agent am 10. Mai 2013. Am 31. August 2013 wurde er entlassen.

### Cleveland Browns
Am 1. September 2013 verpflichteten die Cleveland Browns Lewis. Am 26. November 2013 entließen sie ihn wieder. Am 29. November 2013 verpflichteten die Browns Lewis für ihren Practice Squad.

### Jacksonville Jaguars
Am 18. Dezember 2013 verpflichteten die Jacksonville Jaguars Lewis. Am 24. August 2014 wurde er von den Jaguars entlassen.

### Seattle Seahawks
Am 27. August 2014 verpflichteten die Seattle Seahawks Lewis.

### Cleveland Browns
Am 1. September 2014 verpflichteten die Cleveland Browns Lewis für ihren Practice Squad.

### Seattle Seahawks
Am 8. Oktober 2014 verpflichteten die Seahawks Lewis erneut. 2014 kam er in sechs Spielen zum Einsatz, davon vier Mal von Beginn an, 2015 startete er in neun Spielen. Am 18. April 2016 nutzten die Seahawks die Restricted-Free-Agents-Konditionen, um ihn zu halten. Nachdem die Seahawks keinen Tauschpartner für Lewis fanden, wurde er am 30. August 2016 entlassen.

### Buffallo Bills
Am 31. August 2016 nahmen die Buffalo Bills Lewis unter Vertrag. Im Juli 2017 wurde er entlassen.

## AAF
Am 12. Januar 2019 unterschrieb Lewis einen Vertrag bei den Arizona Hotshots in der neugegründeten Alliance of American Football (AAF). Nach dem achte Spieltag der ersten Saison wurde die Liga aus finanziellen Gründen stillgelegt.